# Йоанна Сєдлецька
Йоанна Сєдлецька (пол. Joanna Siedlecka; нар. 24 лютого 1949 року в м. Білосток) — польська есеїстка, репортерка.

## Життєпис
Випускниця Варшавського університету: факультету психології та педагогіки 1972 року та факультет журналістики 1974 року. Дебютувала в 1971 році в студентській пресі, у 1975—1981 роках була штатним працівником редакції студентського щотижневика «itd», а пізніше — тижневика «Культура». Йоанна співпрацювала з Ришардом Капусцінським (колишнім її викладачем), Терезою Торанською та Барбарою Лопєньською. Після призупинення співпраці з тижневиком «Культура» після 13 грудня 1981 року вона займалася виключно написанням есе.
З 2000 року працює викладачем у Коледжі журналістики Мельхіора Ваньковіча у Варшаві. 2016 року була нагороджена Літературною премією імені Юзефа Мацкевича
Членкиня Польської асоціації письменників та Товариства «Вільне слово».

## Вибрані твори

### Колекції репортажів
- Stypa (1981)
- Poprawiny (1984)
- Parszywa sytuacja (1984)
- Jaworowe dzieci (1991)

### Біографії
- Серін-молодий майстер (1987, про Вітольда Гомбровича)
- Махатма Witkac (1992, про Witkacy)
- Czarny ptasior (1993, («Cis»); номер («марабу») про Єжи Косинського)
- Wypominki (1996, збірник спогадів польських письменників)
- Продовження Wypominków (+1999)
- Володар поезії (2002, про Збігнєва Герберта) — номінований на Літературну премію Nike в 2003 році[2]
- Manhunt. Доля репресованих письменників (2005)
- Кодове ім'я «Лірика». Безпека для письменників (2008)
- Розсекречені біографії (2015) — Літературна премія імені Юзефа Мацкевича 2016[3]